# Championnat de Cuba de football 1998
Navigation
Saison précédente Saison suivante
La saison 1998 du Campeonato Nacional de Fútbol est la quatre-vingt-quatrième édition du championnat de Cuba de football. 
Le championnat se déroule en trois étapes: 
- Première étape : les dix formations engagées sont regroupées en deux poules de cinq équipes. Les trois meilleures équipes de chaque poule sont qualifiées pour l'étape suivante.

- Deuxième étape : les six formations engagées sont regroupées au sein d'une poule unique où elles s'affrontent trois fois (15 journées). Les deux équipes ayant le plus de points sont qualifiées pour la finale du championnat.

- Finale : les deux équipes finalistes s'affrontent en match aller-retour. Le vainqueur à l'issue des deux manches est déclaré champion.

C'est le FC Ciudad de La Habana qui remporte le championnat en battant en finale le tenant FC Villa Clara. Il s'agit de son cinquième titre de champion de Cuba.

## Les clubs participants
- CF Camagüey
- FC Cienfuegos
- FC Ciudad de La Habana
- FC Guantánamo
- FC Holguín
- FC Pinar del Río
- FC Santiago de Cuba
- FC Villa Clara
- club inconnu
- club inconnu

## Compétition

### Première phase

#### Grupo Oriental
Matchs joués à Santiago de Cuba et Ciego de Ávila.
| Rang | Équipe              | Pts | J | G | N | P | Bp | Bc | Diff |
| ---- | ------------------- | --- | - | - | - | - | -- | -- | ---- |
| 1    | FC Villa Clara T    | 13  |   |   |   |   |    |    |      |
| 2    | CF Camagüey         | 8   |   |   |   |   |    |    |      |
| 3    | FC Santiago de Cuba | 6   |   |   |   |   |    |    |      |
| 4    | ??                  |     |   |   |   |   |    |    |      |
| 5    | FC Guantánamo       | 1   |   |   |   |   |    |    |      |

|  | Qualification pour l'Hexagonal |
|  | T : Tenant du titre            |

#### Grupo Occidental
Matchs joués à Cienfuegos et La Havane.